# Atzenbrugg
Atzenbrugg je městys v Rakousku ve spolkové zemi Dolní Rakousy v okrese Tulln. Žije zde přibližně přibližně 2 900 obyvatel.

## Geografie

### Geografická poloha
Atzenbrugg se nachází ve spolkové zemi Dolní Rakousy v regionu Mostviertel. Rozloha území městyse činí 26,01 km², z nichž 5,4 % je zalesněných.

### Části obce
Území městyse Atzenbrugg se skládá z devíti částí (v závorce uveden počet obyvatel k 1. 1. 2015):
- Atzenbrugg (606)
- Ebersdorf (59)
- Heiligeneich (907)
- Hütteldorf (140)
- Moosbierbaum (295)
- Tautendorf (68)
- Trasdorf (589)
- Watzendorf (42)
- Weinzierl (60)

### Sousední obce
- na severu: Zwentendorf an der Donau
- na východu: Michelhausen
- na jihu: Würmla
- na západu: Sitzenberg-Reidling

## Politika

### Obecní zastupitelstvo
Obecní zastupitelstvo se skládá z 21 členů. Od komunálních voleb v roce 2015 zastávají následující strany tyto mandáty:
- 17 ÖVP
- 4 SPÖ

### Starosta
Nynějším starostou městyse Atzenbrugg je Ferdinand Ziegler ze strany ÖVP.

## Galerie

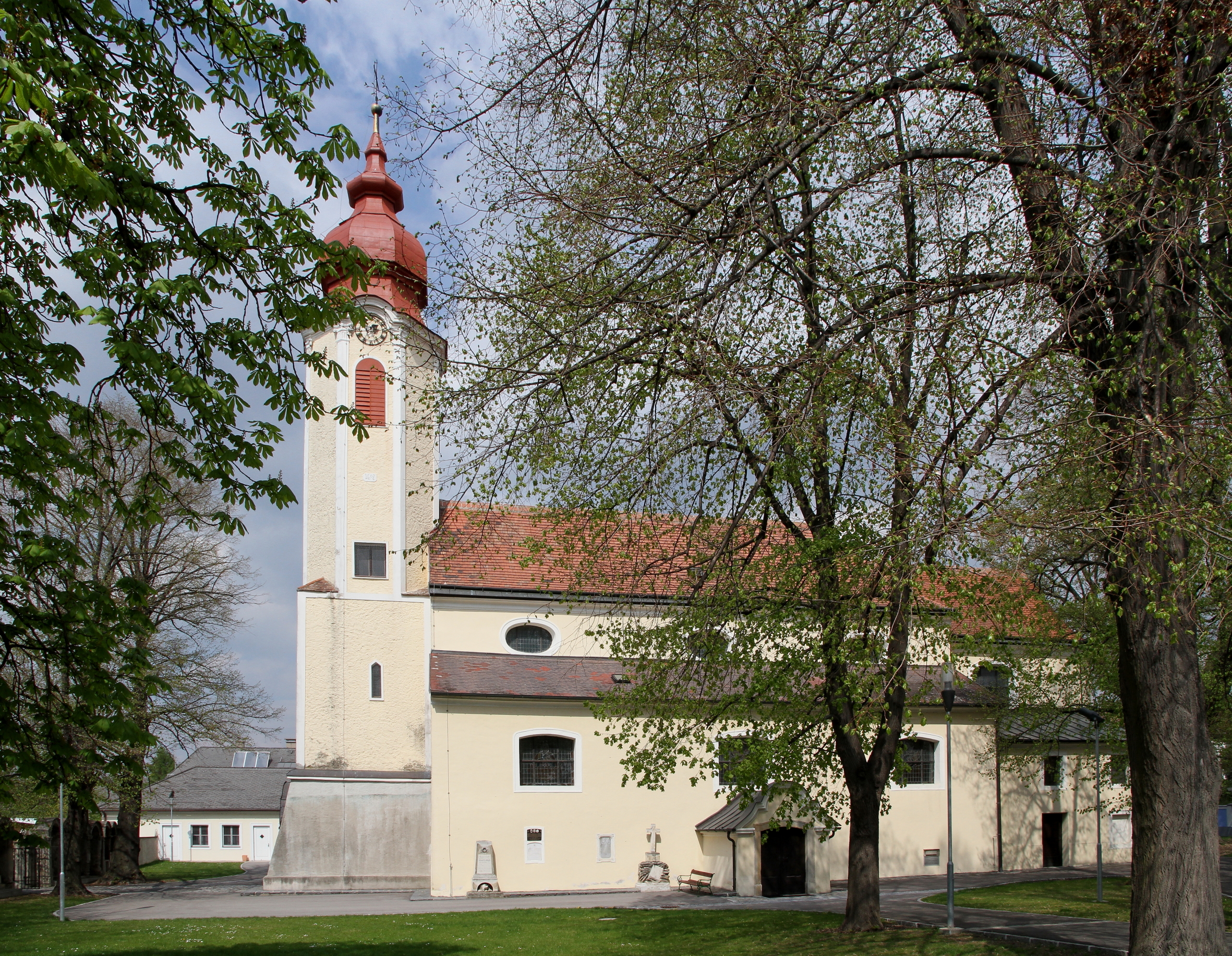
Farní kostel v Heiligeneichu
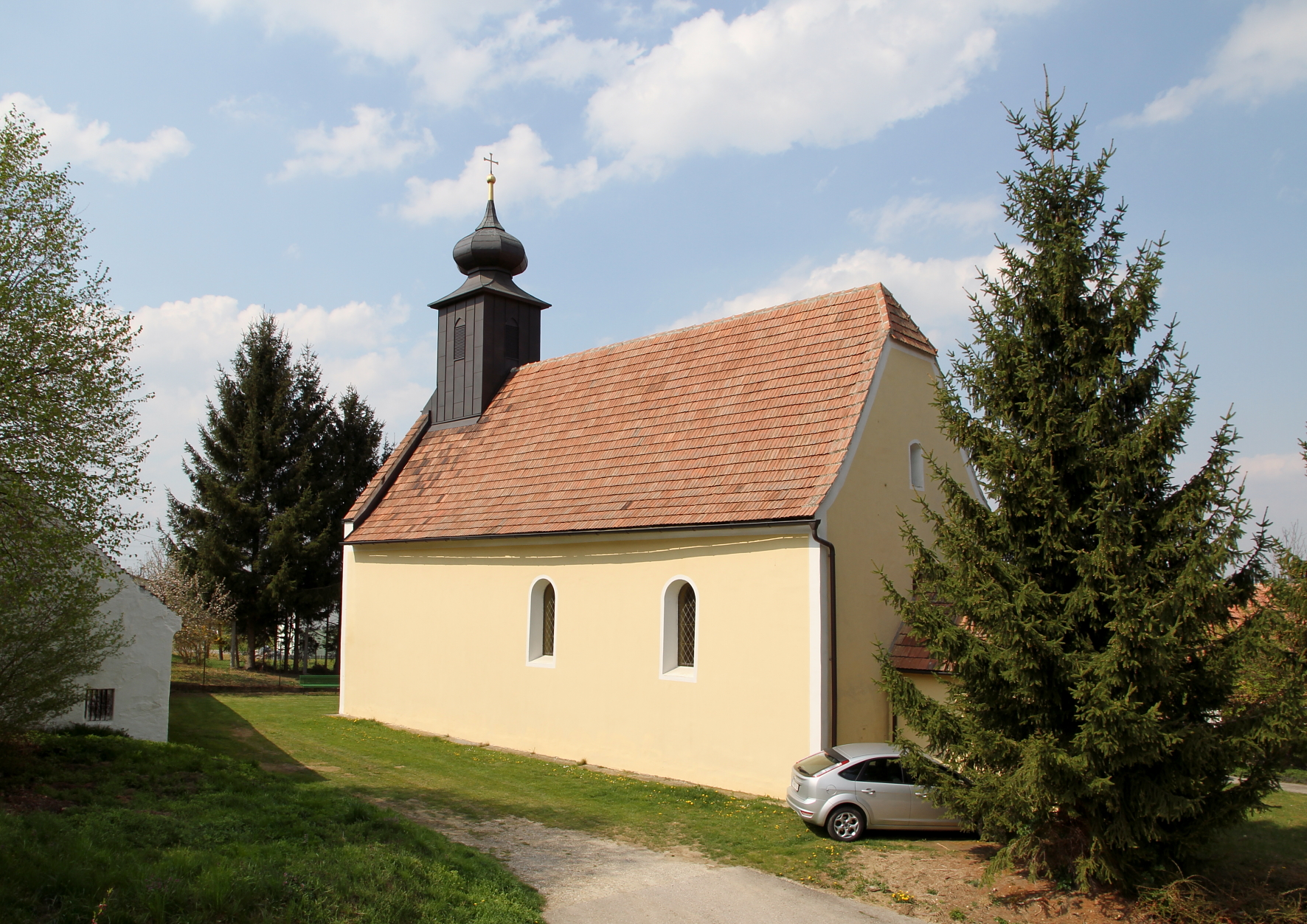
Kostelík v Trasdorfu
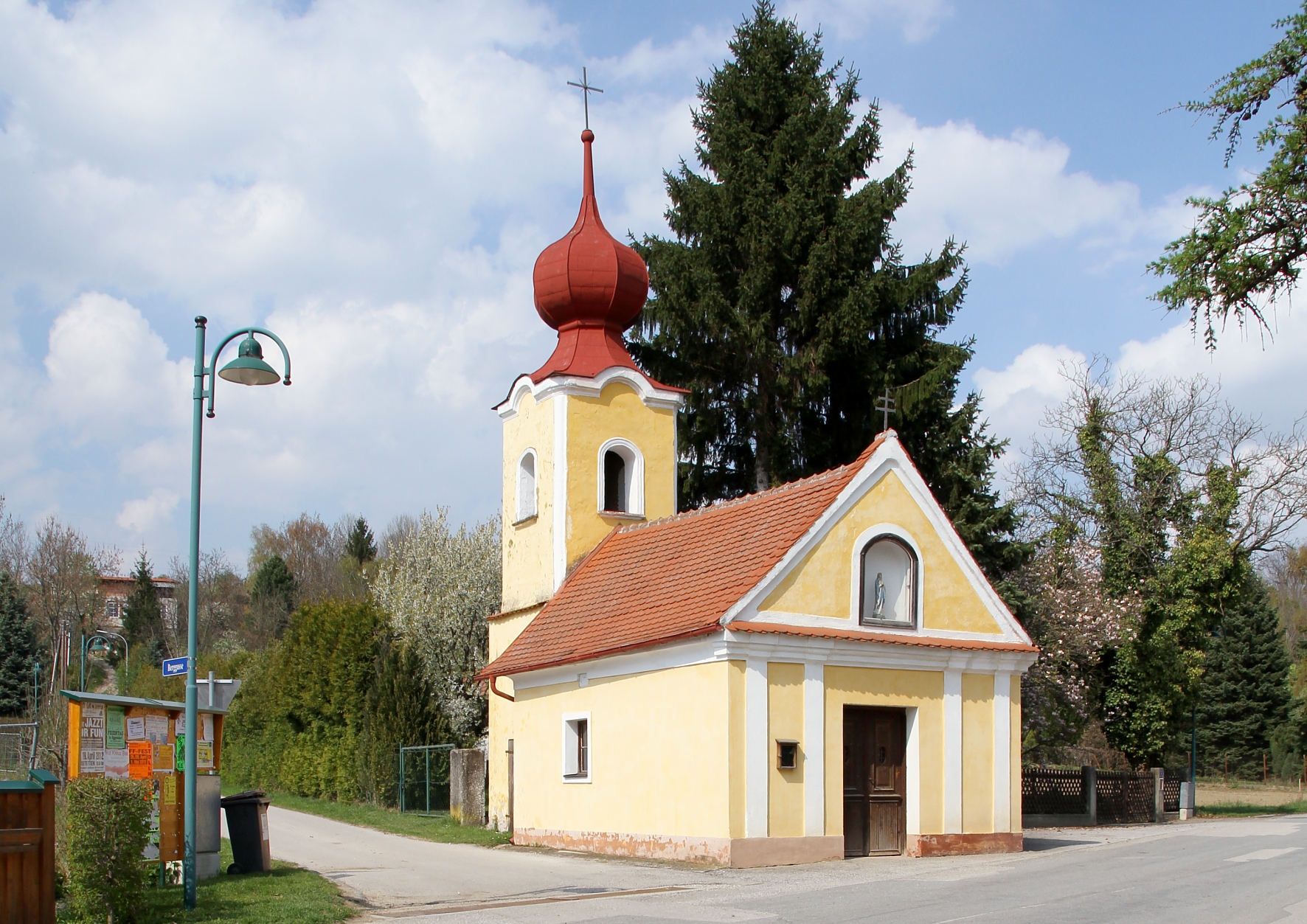
Kaple v Tautendorfu
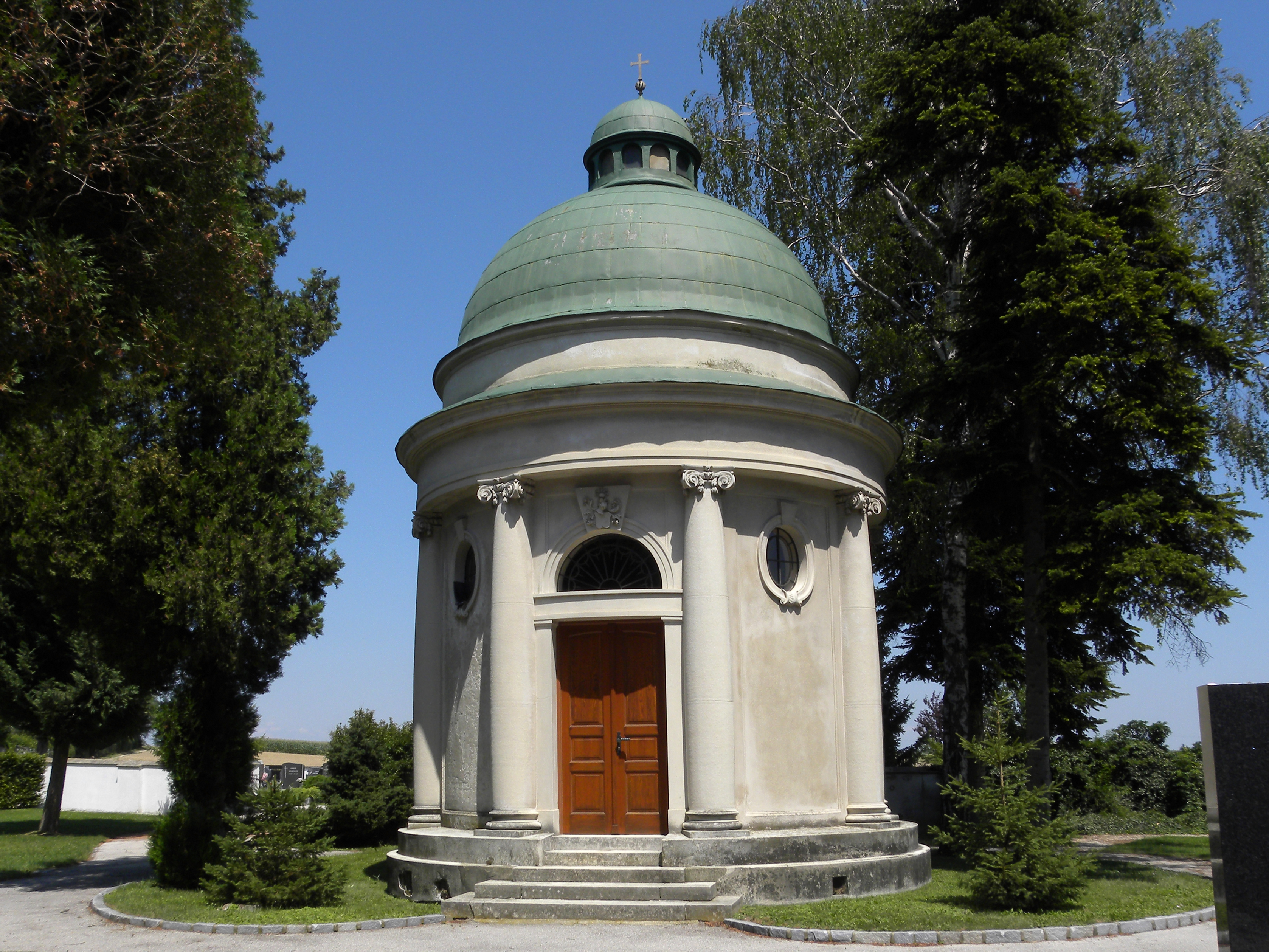
Mausoleum v Heiligeneichu
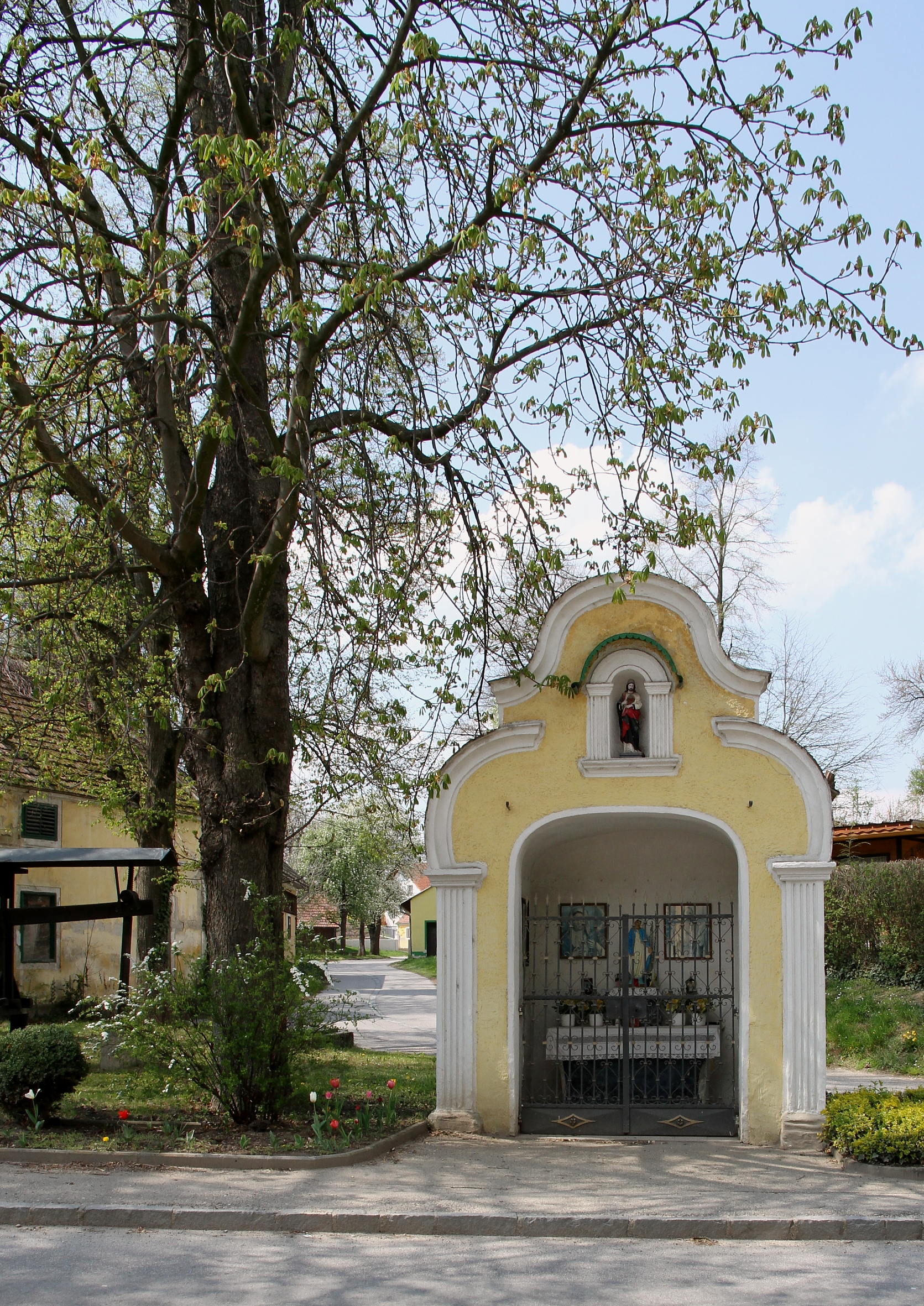
Kaple v Heiligeneichu
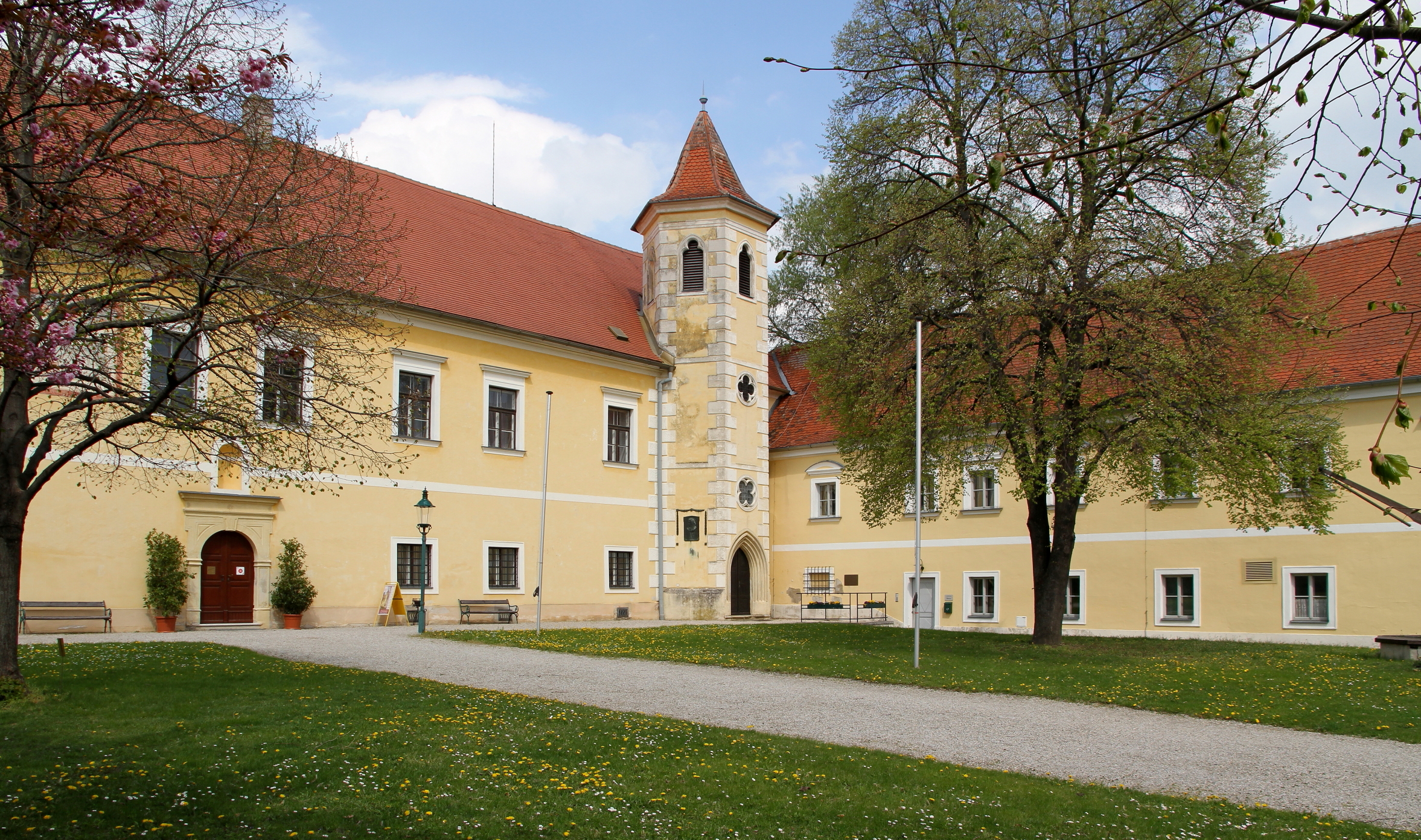
Zámek v Atzenbruggu
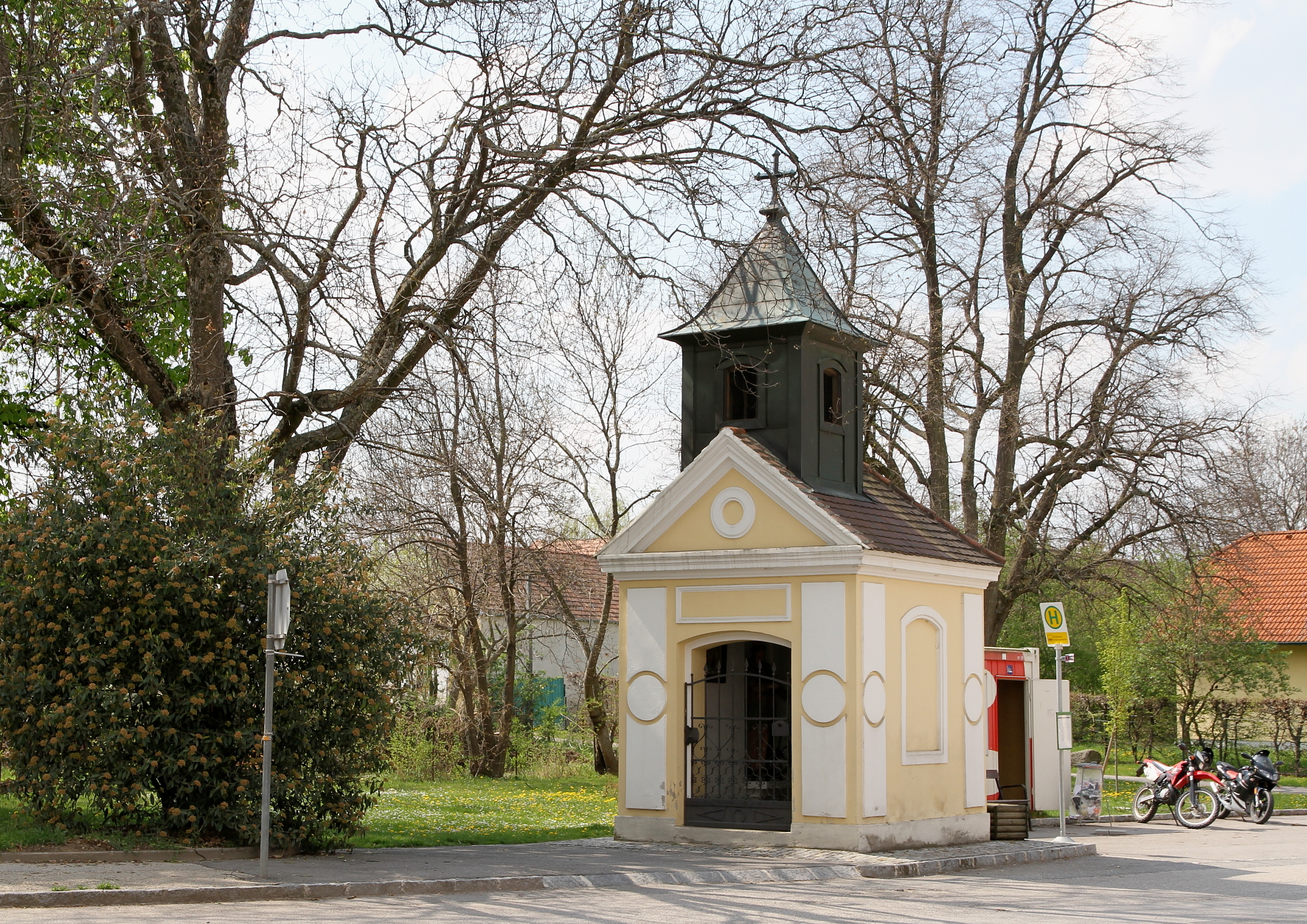
Kaple v Moosbierbaumu
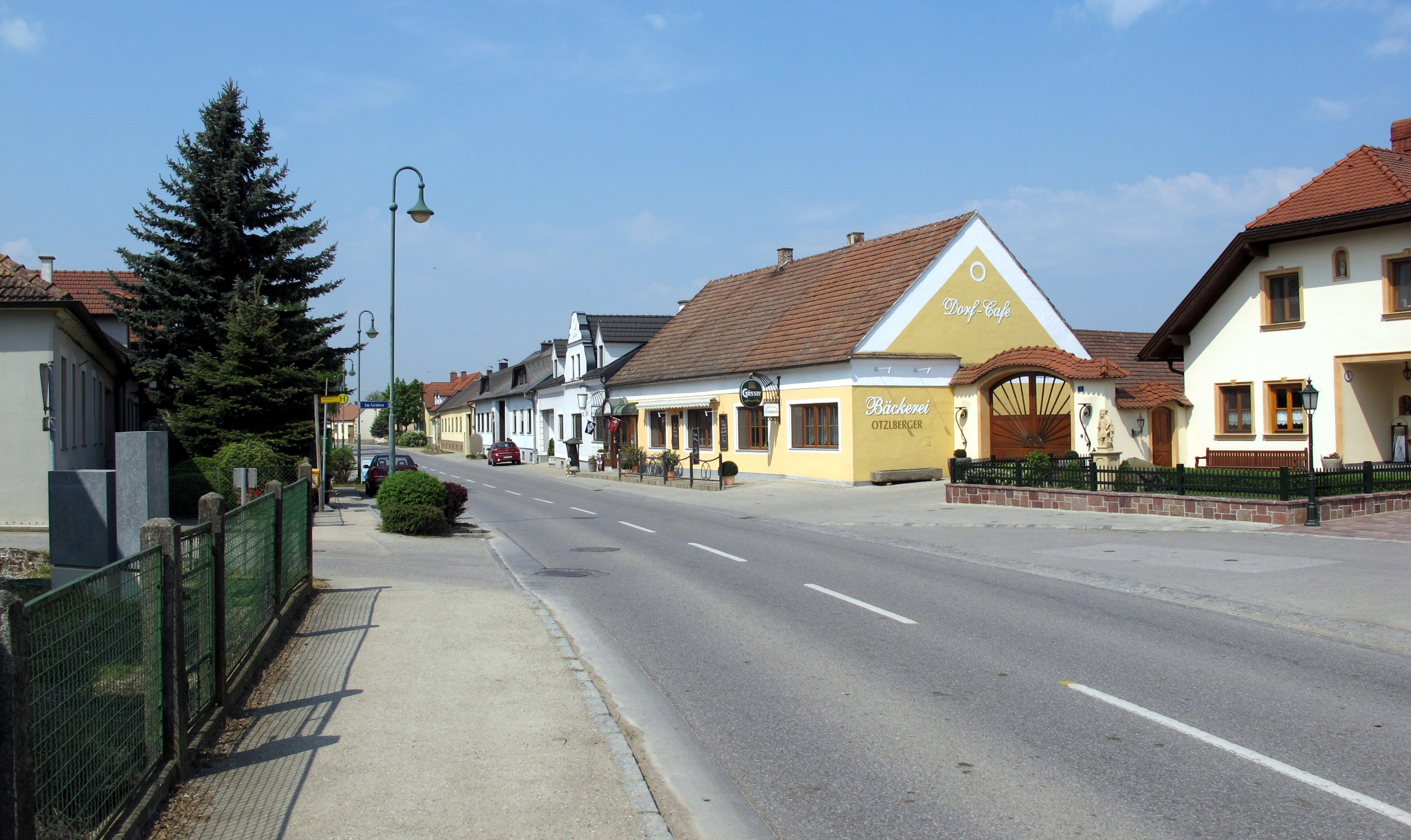
Trasdorf
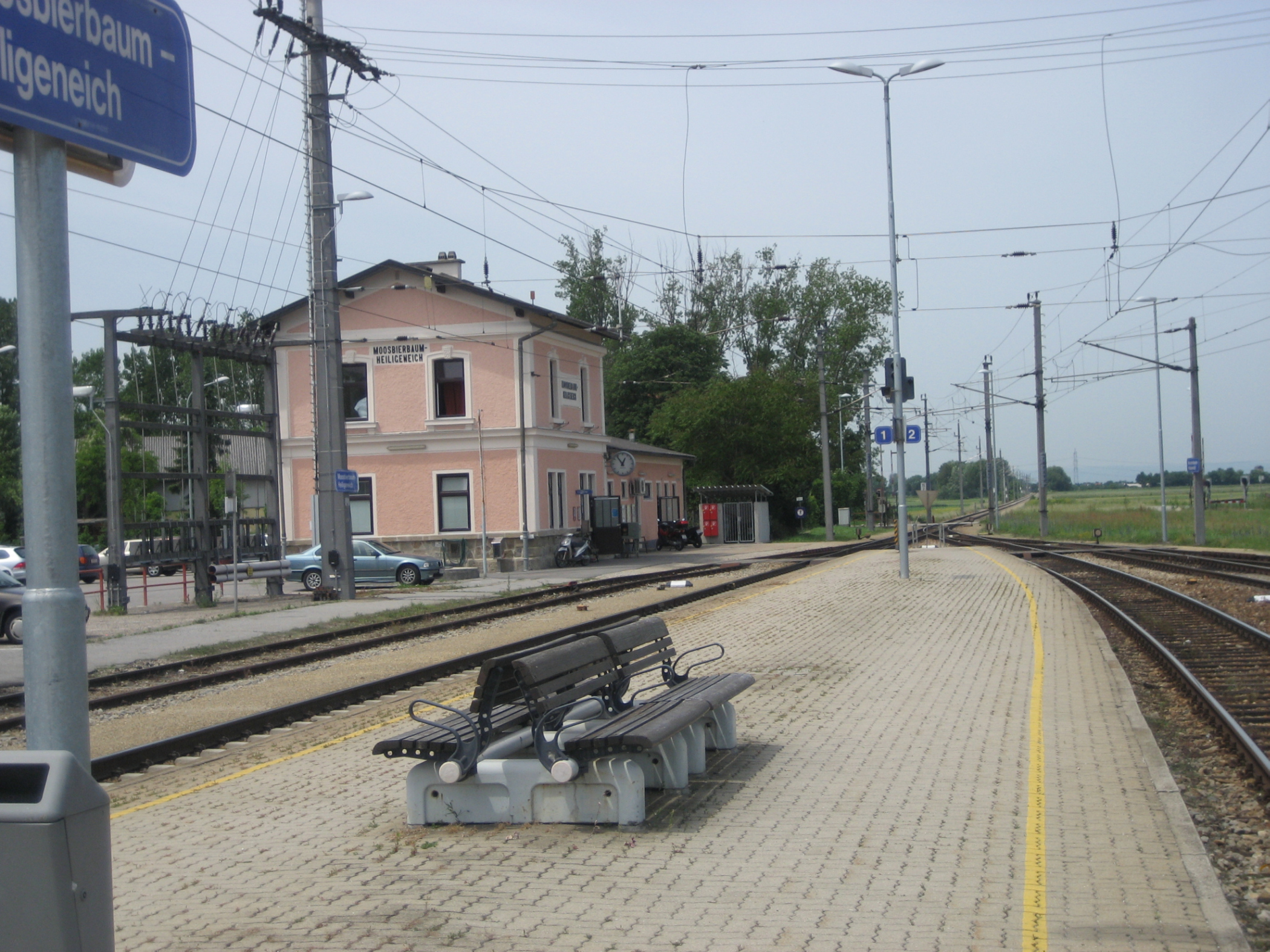
Vlakové nádraží Moosbierbaum-Heiligeneich
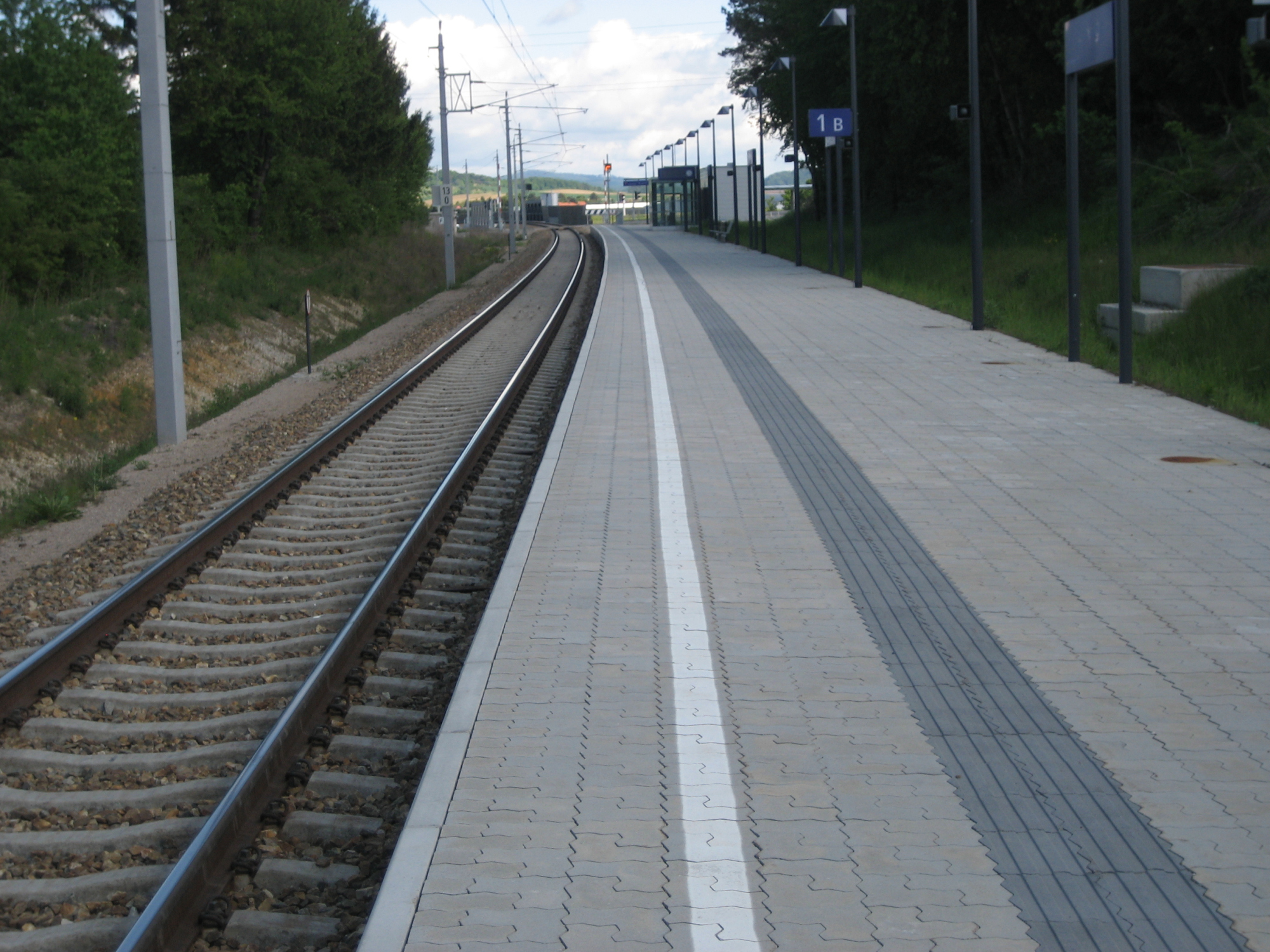
Vlaková stanice Atzenbrugg